# 라이언 맥브룸
라이언 P. 맥브룸(Ryan P. McBroom, 1992년 4월 9일 ~ )은 미국의 야구 선수이자, 전 SSG 랜더스의 외야수이다.

## 미국 프로야구 시절
2019년에 캔자스시티 로열스에 입단하였다.

## 일본 프로야구 시절
2022년에 히로시마 도요 카프에 입단하였다.

## 한국 프로야구 시절

### SSG 랜더스시절
2025년 4월 20일에 기예르모 에레디아 부상으로 인해 임시 외국인 야수로 영입되었다.